# Katherine Sauerbrey
Katherine Sauerbrey (Steinbach-Hallenberg, 5 de mayo de 1997) es una deportista alemana que compite en esquí de fondo.
Participó en los Juegos Olímpicos de Pekín 2022, obteniendo una medalla de plata en la prueba de relevo (junto con Katharina Hennig, Victoria Carl y Sofie Krehl).

## Palmarés internacional
| Juegos Olímpicos | Juegos Olímpicos | Juegos Olímpicos | Juegos Olímpicos |
| Año              | Lugar            | Medalla          | Prueba           |
| ---------------- | ---------------- | ---------------- | ---------------- |
| 2022             | Pekín (China)    | Medalla de plata | Relevo 4 × 5 km  |